# Netherton, West Midlands
Netherton är en ort i Storbritannien.   Den ligger i distriktet Dudley i West Midlands i riksdelen England, i den södra delen av landet, 170 km nordväst om huvudstaden London. Netherton ligger 132 meter över havet och antalet invånare är 2 587.
Terrängen runt Netherton är platt, och sluttar västerut. Runt Netherton är det mycket tätbefolkat, med 1 886 invånare per kvadratkilometer. Närmaste större samhälle är Birmingham, 12,4 km öster om Netherton. Runt Netherton är det i huvudsak tätbebyggt.